# Püsterich z Sondershausen

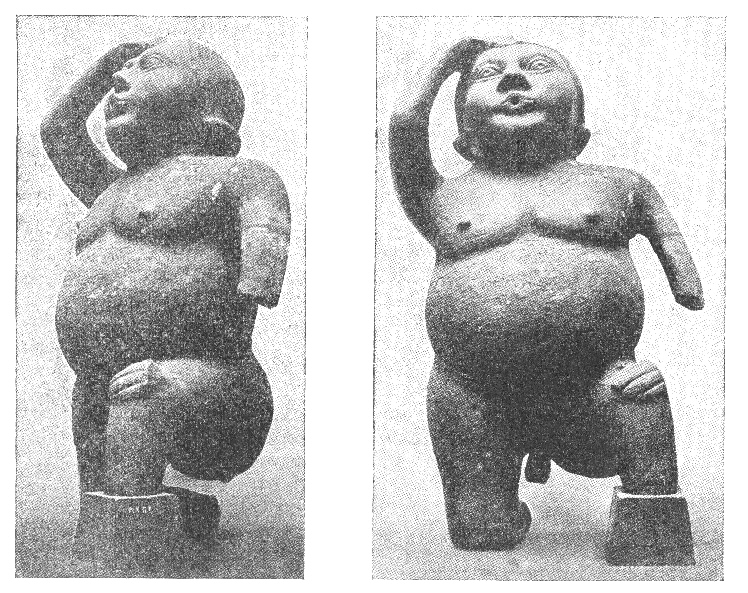
Püsterich z Sondershausen, ok. 1930

Püsterich z Sondershausen – wykonana z brązu figurka z XIII wieku, odnaleziona w połowie XVI wieku w ruinach zamku Rotenburg w górach Kyffhäuser w Turyngii. 

## Opis
Figurka ma 57 cm wysokości i przedstawia brzuchatego młodego mężczyznę z podniesioną do czoła prawą ręką. Kawałka drugiej ręki i jednej nogi brakuje. Część lewej ręki, od dłoni spoczywającej na lewym udzie po łokieć, została wycięta na zlecenie landgrafa Hesji, Moritza von Hessen, celem zbadania materiału, z którego wykonano odlew. W głowie postaci znajdują się dwa otwory – w ustach oraz nad lewym okiem. Głowa i korpus są puste w środku. 
Figurka datowana jest na XIII wiek. Jej nazwa pochodzi od niem. słowa pusten – pol. dmuchać. W 1546 figurka trafiła do zamku w Sondershausen.

## Przeznaczenie
Figurka od momentu odkrycia fascynowała badaczy, którzy wymyślali fantastyczne teorie na temat jej rzekomego przeznaczenia. Zdaniem niektórych był to posążek kultowy przedstawiający germańskiego boga Thora, bóstwo słowiańskie (Abraham Frentzel w 1719 roku wyprowadził nawet etymologię nazwy figurki od polskiego słowa "bystry"), czy wspólne bóstwo ognia Słowian i Germanów. Uważano ją także za podstawę chrzcielnicy lub ołtarza, a nawet kocioł do destylacji samogonu. Najprawdopodobniej była to znana od starożytności aeolipila – zabawka w rodzaju kotła parowego – podgrzana w niej woda parowała przez otwory w głowie. 

## Inne figurki
Brązowa figurka Püstericha z pierwszej poł. XII w. znajduje się również w wiedeńskim Muzeum Historii Sztuki. Figurka przedstawia siedzącego nagiego brzuchatego chłopca, który lewą ręką dotyka czoła a prawą trzyma się za bok. Średniowieczne figurki Püstericha przedstawiały z reguły nagie postaci z wydatnymi narządami rodnymi, co może być nawiązaniem do prehistorycznych symboli płodności.